# 三井ガーデンホテル銀座プレミア
三井ガーデンホテル銀座プレミア（みついガーデンホテルぎんざプレミア、Mitsui Garden Hotel Ginza Premier）は、東京都中央区銀座にあるホテルである。三井ガーデンホテルの1つ。運営は三井不動産ホテルマネジメント。

## 特徴
銀座第一ホテルが入居していた旧ビルを建て替えた、銀座三井ビルディング（旧・銀座8丁目計画）の上層階に、2005年11月15日「三井ガーデンホテル銀座」として開業。銀座地区では唯一の高層ホテルである。開業時のインテリアはイタリアのデザイナー、ピエロ・リッソーニがプロデュースし、全361室に夜景を堪能できる大型窓、バスエリアは浴室と洗面室を独立、高速インターネット環境を全室無料完備。そして、ビューバスタイプの客室が45室ある。
2009年9月30日をもってアコーホテルズを脱退、アコーホテルズでのブランド名はノボテルであった。

## 設備
- sky　レストラン
- KARIN　バー

など

## アクセス
- 鉄道
  - 東京メトロ銀座線新橋駅より徒歩4分
  - JR新橋駅銀座口より徒歩5分
- バス
  - 成田国際空港から東京空港交通のリムジンバスが運行されている。